# Otto von Rohr (Oberst)
 Otto Hanns Karl Maria Albrecht Ehrenreich von Rohr, genannt Otto von Rohr (* 20. März 1891 in Sondershausen; † 22. Juni 1941 in Niemirow-Lubaczow bei Lemberg) war ein deutscher Oberst und Regimentskommandeur.

## Leben

### Herkunft und Familie
Otto stammte aus dem alten Adelsgeschlecht von Rohr und gehörte zur hier Familienlinie Trieplatz, einem alten Familienbesitz in Nordbrandenburg. Er war der Sohn des königlich preußischen Oberstleutnants Christian von Rohr (1849–1933), Kammerherr und Hofmarschall der Fürstin-Witwe von Schwarzburg-Sondershausen, und der Alexandra von Larisch-Kümmritz (1856–1934), Tochter der Marie von Wolffersdorff und des Alfred von Larisch. Otto von Rohr hatte mehrere Geschwister, Schwester Christa heiratete den Offizier Friedrich von Winterfeld, er fiel 1914 als Rittmeister, Schwester Freda heiratete den späteren Landrat Wolf von Wolffersdorff, der jüngste Bruder Hanns von Rohr heiratete Annelies von Korn und wurde ebenso Berufsoffizier.
Otto von Rohr heiratete am 2. August 1914 in Potsdam Margarethe von Rochow-Stülpe (* 18. Juni 1894 auf Gut Stülpe; † 30. April 1980 in Brannenburg/Inn), die jüngere Tochter des 1901 früh verstorbenen Gutsherrn Rochus von Rochow auf Stülpe bei Luckenwalde und der Margarete von Lücken. Das Ehepaar Margarethe und Otto von Rohr hatte fünf Kinder. Die drei Töchter Margarethe, Gerda und Ulrike gründeten später alle eine Familie. Die zwei Söhne, Alard von Rohr als Hauptmann 1945 und der jüngere Sohn Krafft-Otto von Rohr als Fahnenjunker-Unteroffizier 1944, blieben im Krieg. Der zeitweilige Landrat, Offizier, Landschaftsrat (Ritterschaftsrat), Domherr, Kurator und Großgrundbesitzer Hans von Rochow-Stülpe auf Rittergut Stülpe und Gutshaus Plessow bei Potsdam war Rohrs Schwager. Seine Ehefrau hatte noch eine ältere Schwester, Anna Luise von Rochow-Stülpe, verheiratet mit dem Vetter Lothar Freiherr von Rochow, beide endeten 1945 durch Freitod.

### Militärzeit
Otto von Rohr wuchs in Sondershausen und in Pyritz auf, nach dem Abitur wählte er die militärische Berufslaufbahn. Er trat als Fahnenjunker in die Preußischen Armee ein und war 1914 bereits als Leutnant im Potsdamer 2. Garde-Feldartillerie-Regiment bald Adjutant vom damaligen Regimentskommandeur Armand von Bentivegni (1868–1916). Dessen Sohn Franz Eccard von Bentivegni wurde der bekannteste jüngere Offizier des Regiments. Die Einheit war Teil der 2. Garde-Feldartillerie-Brigade. 1915 und 1916 stand Rohr mittlerweile als Oberleutnant befördert weiter in gleicher Funktion beim Regiment. Ab der Schlacht an der Somme wurde er Führer der 6. Batterie seines Regiments. Die nächsten Regimentskommandeure waren Oberst Hans von der Hardt (1867–1943) und folgend ein Major von Bauer. Zuletzt hatte Otto von Rohr 1918 den Dienstgrad Hauptmann inne. Nach dem Ersten Weltkrieg wurde er nicht in die Reichswehr übernommen. Rohr wurde 1920 als Gutsverwalter für die landwirtschaftlichen Teilflächen seines Schwagers Hans von Rochow in Stülpe tätig und bewohnte mit seiner Familie die dortige Rentamtsvilla nahe dem Schloss Stülpe. Dann studierte Rohr erfolgreich Staatswissenschaften und wurde 1923 Dr. rer. pol. Bis dahin etwa hatte die Familie 1924 kurz auf Gut Gollwitz gelebt, eine Begüterung die Familie des Harry von Rochow, und von da an bis 1934/1935 auf dem Rochow-Gut Plessow bei Werder/Havel. Rohr war dort wieder als Gutsverwalter für die Landwirtschaft tätig. Die Forstbereiche dagegen wurden zentral von Stülpe von der von Rochow`schen Verwaltung aus geführt.
1935 wurde Otto von Rohr im Zuge der Aufrüstung als Militär aktiviert. Er zog mit seiner Familie als Hauptmann zur Garnison nach Halberstadt. Die Beförderung zum Major des Artillerie-Regiments erfolgte im Mai 1936. Im Februar 1937 wurde er Kommandeur der II. Abteilung vom Artillerie-Regiment 31 zu Halberstadt. 1938 wurde er zum Oberstleutnant befördert und wurde später Kommandeur des Artillerie-Regiment 171, welches als Grundstock aus der II. Abteilung des AR 31 Halberstadt hervorging. Er war an verschiedenen Fronten des Zweiten Weltkriegs im Einsatz. 1941 erfolgte die Beförderung zum Oberst. Rohr starb am ersten Tag des Unternehmen Barbarossa. Seine Einheit blieb das Artillerie-Regiment 171 und somit Teil der 71. Infanterie-Division der Wehrmacht.
Zu seinem engeren Freundeskreis gehörte seit den 1910er Jahren der Jurist Freiherr Christian von Hammerstein. 1922 trat Rohr in den Johanniterorden als Ehrenritter ein, wurde dort Mitglied der Brandenburgischen Provinzial-Genossenschaft. In Stülpe und dann in Plessow übernahm er vertretungsweise die Aufgaben des Kirchenpatrons. Seine Witwe lebte teils mit den Töchtern bis 1945 auf Schloss Kleßen bei Rathenow, einen neuen Besitz des Schwagers Hans von Rochow-Stülpe, und die letzte Lebensjahre bei der Familie ihres Neffen Bernd von Rochow-Stülpe in Oberbayern.

## Genealogie
- Gothaisches Genealogisches Taschenbuch der Adeligen Häuser. Zugleich Adelsmatrikel der D.A.G. Teil A (Uradel). 1941. Vierzigster Jahrgang, Justus Perthes, Gotha 1940, S. 453–455. Siehe: FamilySearch.
- Hans Friedrich von Ehrenkrook, Friedrich Wilhelm Euler: Genealogisches Handbuch der Adeligen Häuser A (Uradel). 1955. Band II, Band 11 der Gesamtreihe GHdA, Hrsg. Deutsches Adelsarchiv, C. A. Starke Verlag, Glücksburg/Ostsee 1955, S. 379–380.
- Walter von Hueck, Friedrich Wilhelm Euler: Genealogisches Handbuch der Adeligen Häuser A (Uradel). 1969. Band IX, Band 43 der Gesamtreihe GHdA, Hrsg. Deutsches Adelsarchiv, C. A. Starke Verlag, Limburg/Lahn 1969, S. 364–369. Mit Bildportrait und Portraits seiner Söhne.
- Walter von Hueck, Friedrich Wilhelm Euler: Genealogisches Handbuch der Adeligen Häuser A (Uradel). 1985. Band XVIII, Band 87 der Gesamtreihe GHdA, Hrsg. Deutsches Adelsarchiv, C. A. Starke Verlag, Limburg/Lahn 1985, S. 365–367.
- Christoph Franke, Moritz Graf Strachwitz von Groß Zauche und Camminetz, Klaus Freiherr von Andrian-Werburg, Dorothee de la Motte: Genealogisches Handbuch der Adeligen Häuser. A (Uradel). 2003. Band XXVII, Band 132 der Gesamtreihe GHdA, Hrsg. Deutsches Adelsarchiv, C. A. Starke Verlag, Limburg an der Lahn 2003, ISBN 978-3-7980-0832-8, S. 534.